# Flughafen Sam Ratulangi (Manado)

i8
i11
i13
Der internationale Flughafen Sam Ratulangi (indonesisch Bandara Internasional Sam Ratulangi,  IATA-Code: MDC, ICAO-Code: WAMM) ist der Flughafen von Manado, der Hauptstadt der Provinz Sulawesi Utara. Er befindet sich rund dreizehn km nordöstlich des Stadtzentrums von Manado und ist nach dem Politiker Sam Ratulangi aus dem örtlichen Volk der Minahasa benannt. Der Flughafen ist das Einfallstor für Touristen in das weltweit bekannte Taucherparadies Bunaken, weswegen er über internationale Strecken verfügt.

## Flughafengelände

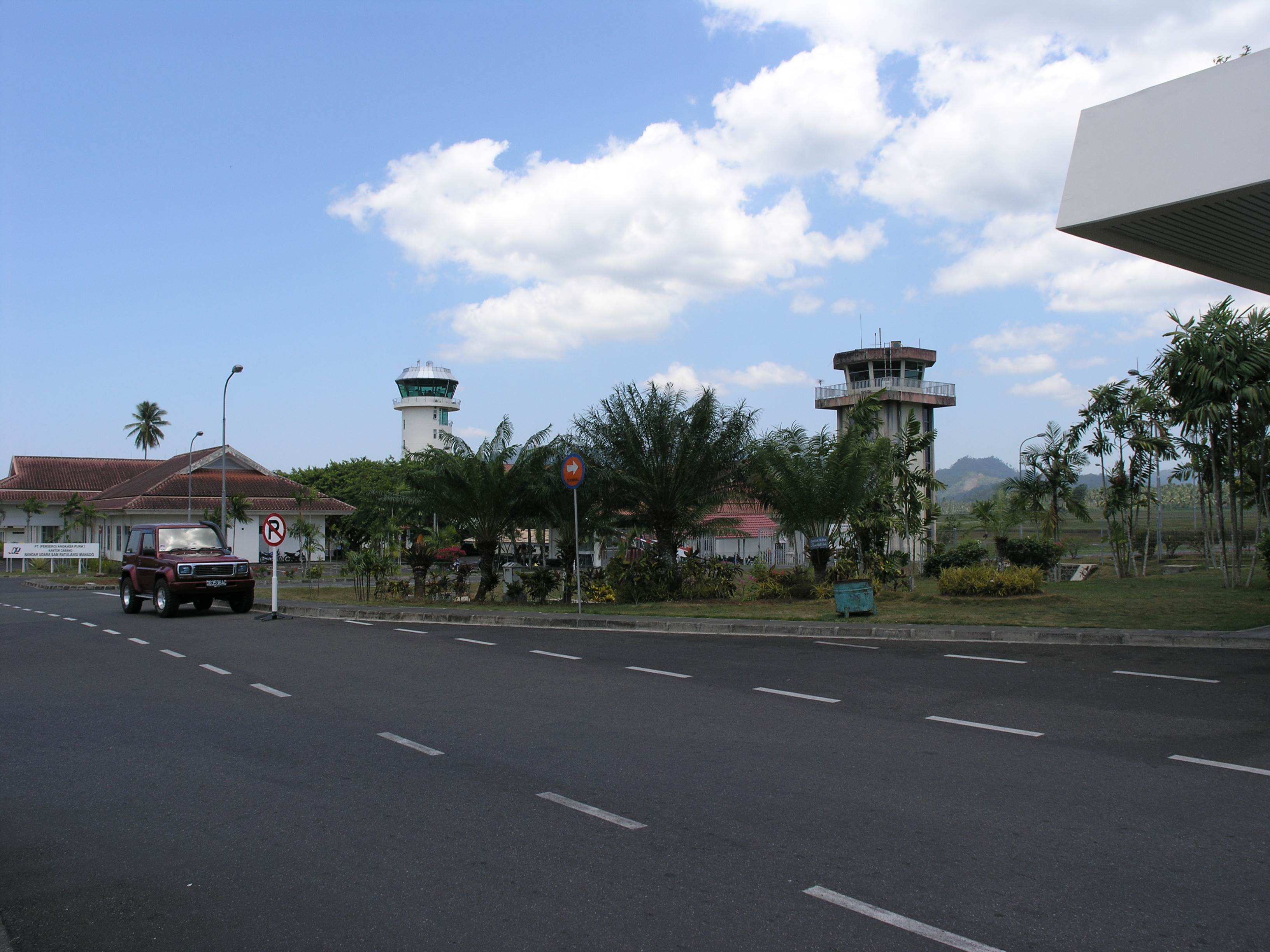
Neuer und alter Kontrollturm

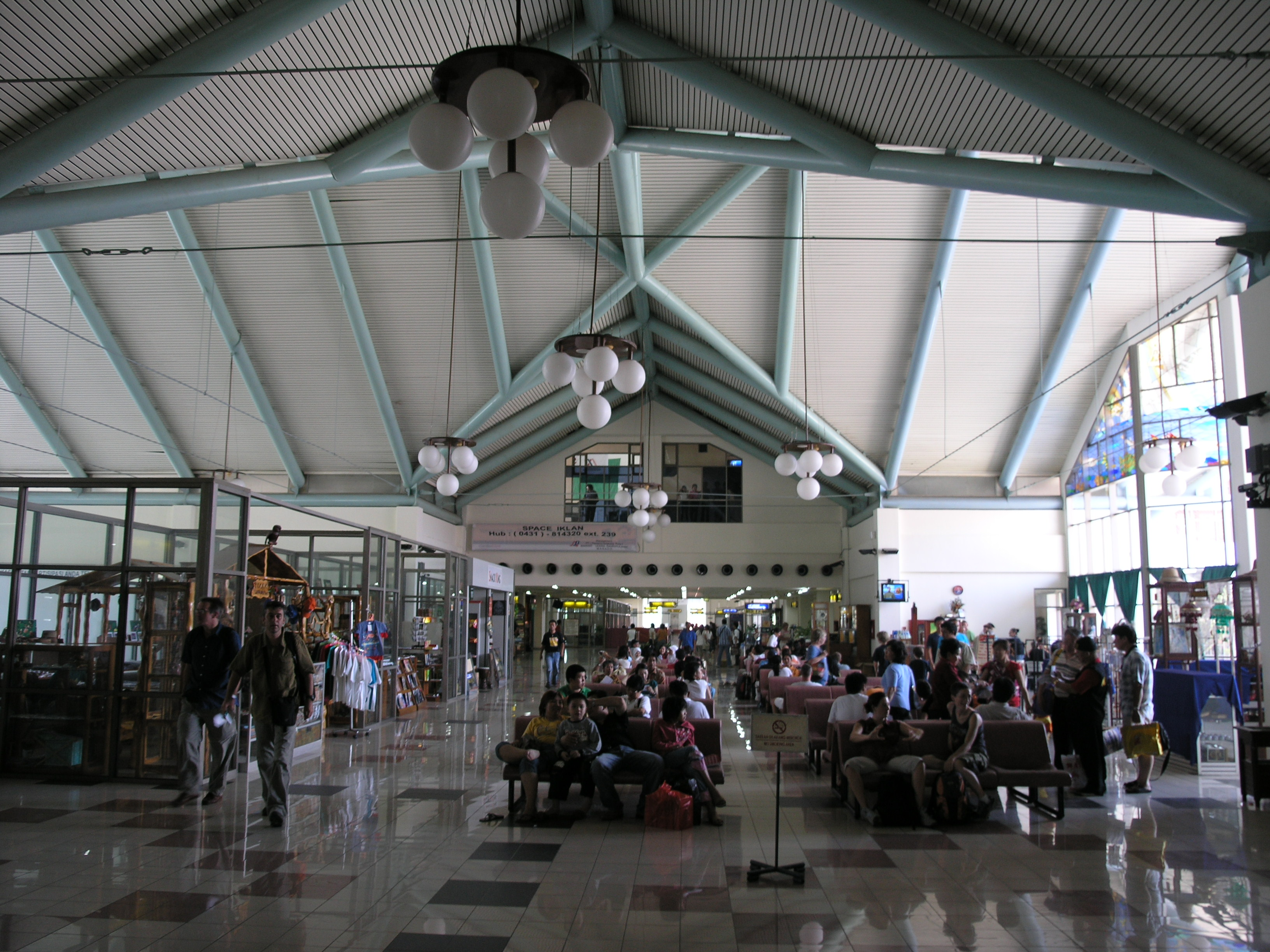
Gebäudeinterieur des Passagiergebäudes

Auf dem Flughafenareal befindet sich auf der südwestlichen Seite das Empfangsgebäude mit den Zufahrten und Parkplätzen; auf der östlichen Seite erstreckt sich die einzige Start- und Landebahn in Nord-Süd-Richtung. Entlang dieser Startbahn verläuft auf gesamter Länge eine Rollbahn, die durch vier senkrechte An- bzw. Abrollwege mit der Startbahn verbunden ist. Dieser Rollweg verbindet die Startbahn mit dem Flughafenvorfeld, auf dem es Platz für 18 Flugzeuge gibt, beispielsweise 2 Großraumflugzeuge der Größe DC-10, zehn Schmalrumpfflugzeuge der Größe B737 und sechs Kleintransporter vom Typ C-212. Es gibt zwei Fluggastbrücken, eine einfache und eine doppelte. An diesen können bis zu drei Flugzeuge abgefertigt werden, wenn sich zwei kleinere Flugzeuge die zwei „Finger“ der Doppelbrücke teilen.
Am südwestlichen Rand des Flughafens befindet sich das neue Passagierabfertigungsgebäude. Es wurde 2001 eröffnet und ist auf eine Kapazität von zwei Mio. Passagieren pro Jahr ausgelegt. Das Fluggastgebäude ist in einen internationalen Bereich und einen Inlandsbereich unterteilt. Es ist mit dreizehn Check-in-Schaltern, drei Gepäckausgabebändern und fünf Flugsteigen („Gates“) ausgestattet.
Auf dem Parkplatz vor dem Fluggastgebäude stehen 300 Kurzzeitparkplätze zur Verfügung.
Im Zuge der Modernisierung des Flughafens wurden außerdem ein neuer Kontrollturm errichtet und das Rollbahnsystem und die Start- und Landebahn erweitert und erneuert.
Im Süden des Vorfeldes befindet sich ein Hangar, und ein weiterer Teil des Flughafens ist dem indonesischen Militär vorbehalten. Auf halber Länge der Startbahn befindet sich darüber hinaus die Wache der Flughafenfeuerwehr.
Auf dem Gebiet des ehemaligen Abfertigungsgebäudes wurde ein 2280 m² großes Frachtabfertigungsgebäude errichtet. Dieses kann bis zu 7840 Tonnen Fracht im Jahr abfertigen.

## Zwischenfälle
- Am 16. Februar 1967 setzte eine Lockheed L-188C Electra der Garuda Indonesia (Luftfahrzeugkennzeichen PK-GLB) beim Landeversuch auf dem Flughafen Manado 50 Meter vor dem Landebahnanfang mit hoher Sinkgeschwindigkeit auf. Das Fahrwerk brach zusammen, das Flugzeug rutschte auf dem Bauch weiter und fing Feuer. Von den 92 Insassen kamen 22 Passagiere ums Leben.[3]

- Am 7. Januar 1976 überrollte eine Vickers Viscount 806 der Mandala Airlines (PK-RVK) am Flughafen Manado das Ende der nassen Landebahn um 180 Meter und wurde irreparabel beschädigt. Alle 16 Insassen überlebten den Unfall.[4]

- Am 10. Dezember 1982 brach an einer Hawker Siddeley HS 748-235 2A der Bouraq Indonesia Airlines (PK-IHI) bei der Landung auf dem Flughafen Manado-Sam Ratulangi das Bugfahrwerk zusammen. Alle 45 Insassen, drei Besatzungsmitglieder und 42 Passagiere, überlebten den Unfall. Das Flugzeug wurde irreparabel beschädigt.[5]